# Cyclaspis pustulata
Cyclaspis pustulata is een zeekommasoort uit de familie van de Bodotriidae. De wetenschappelijke naam van de soort is voor het eerst geldig gepubliceerd in 1943 door Zimmer.